# Donmar Warehouse
Donmar Warehouse (досл.: «Склад Донмар») — некоммерческий театр, расположенный в лондонском районе Ковент Гарден, Кэмден. Относится к так называемым «театрам вне Вест-Энда».

## История
В 1953 году театральный продюсер Дональд Албери основал компанию Donmar Productions. Название является анаграммой из первых трёх букв его имени и первых трёх букв второго имени его супруги Маргарет. В 1960 году он с помощью своего сына Йена, также занимавшегося продюсированием театральных спектаклей, выкупил часть старой пивоварни в районе Ковент-Гарден. С 1920-х годов помещение использовалось как фруктовый склад, Албери превратили его в полностью оборудованный театр. Театр использовался многими труппами Вест-Энда. В 1978 году Албери продал Warehouse в связи со своей отставкой.
C 1977 года в помещении театра обосновалась Королевская шекспировская компания. Первый спектакль — «Швейк во Второй мировой войне» — был дан 18 июля 1977 года. За годы, проведенные в Warehouse, труппой были поставлены много спектаклей, в том числе высоко оцененный критиками «Макбет» в постановке Тревора Нанна с Иэном Маккелленом и Джуди Денч. Большинство спектаклей, перенесенных из студии в Стратфорде-апон-Эйвон, были поставлены в этом театре.
В 1982 году КШК переехала в Барбикан-центр. По 1990 год художественным руководителем была Нина Бёрнс. В 1990 году помещение театра было приобретено Роджером Уингейтом. Под его руководством здание было перестроено и полностью переоборудовано до того состояния, в котором театр видят зрители сегодня. Вновь открывшийся театр стал полностью независимым от продюсерских компаний, художественным руководителем был назначен Сэм Мендес.

## Художественная деятельность
Обновлённый театр открылся в 1992 году британской премьерой «Убийц» Стивена Сондхайма после чего последовали другие успешные постановки. Среди них были мюзикл «Кабаре», «Стеклянный зверинец» Т.Уильямса, провокационная драма «Голубая комната» Д.Хэа с Николь Кидман и Йэном Гленом. Финальным аккордом Мендеса в 2002 году стали постановки «Дядя Ваня» и «Двенадцатая ночь», за которые он получил премию Лоренса Оливье в 2003 году.
На посту художественного руководителя его сменил Майкл Грандаж. При нём была основана компания Warehouse Productions, под патронажем которой постановки после показа в Donmar Warehouse стали переносить в театры Вест-Энда, что позволило значительно расширить зрительскую аудиторию. Большую популярность получила постановка мюзикла «Парни и куколки» в 2005 году, которая переместилась в театр Пикадилли после окончания основного показа. Постановка «Отелло» со звездным составом (Чиветел Эджиофор, Эван Макгрегор, Келли Райли, Том Хиддлстон) имела большой успех у критиков и была распродана за много месяцев, а занятость актёров в следующих проектах не позволила перенести спектакль или продолжить его показ. После этого Грандадж решил провести «Сезон в Вест-Энде», для чего был ангажирован 750-местный театр Уиндхэмс. На сцене Уиндхэмс были представлены чеховский «Иванов» в обработке Тома Стоппарда с Кеннетом Браной в главные роли, «Двенадцатая ночь» Дереком Джекоби в роли Мальволио, «Мадам де Сад» (пьеса японского писателя Юкио Мисима) с Джуди Денч и Беном Уишоу, а завершил сезон «Гамлет» с Джудом Лоу в постановке Браны. На основной сцене продолжали идти спектакли по пьесам Артура Миллера, Августа Стриндберга, Т. С. Элиота.
В 2010 году театр провел серию мероприятий, посвященных 80-летию композитора Стивена Сондхайма, в том числе поставил мюзикл «Страсть». В 2011 году Donmar Warehouse стал первым лондонским театром, чей спектакль был показан в рамках проекта «Национальный театр в прямом эфире», в котором до этого транслировались только спектакли Национального театра и одна трансляция из Плимута. Увидеть Дерека Джекоби в «Короле Лире» получили возможность зрители более 300 кинотеатров по всему миру.
В 2012 году на пост художественного руководителя Donmar Warehouse пришла Джози Рурк. Под её руководством театр продолжил ставить инновационные и рискованные спектакли. В 2015 году она поставила спектакль «Голосование»: пьесу о работе избирательного участка в последние 90 минут процесса голосования. 7 мая 2015 года в день выборов спектакль в прямом эфире показали по телеканалу More4. Съемка велась одной камерой непрерывно для создания эффекта настоящей камеры наблюдения на избирательном участке. В 2016 году для театра была построена временная сцена недалеко от вокзала Кингс-Кросс специально для постановки Филлидой Ллойд трех пьес Шекспира («Юлий Цезарь», «Генрих IV» и «Буря») труппой, состоящей исключительно из актрис. В январе 2018 года Рурк и её многолетний друг и продюсер Кейт Пакенем объявили о том, что оставят свои посты в Donmar Warehouse в 2019 году.
В июле 2019 года должность художественного руководителя театра занял Майкл Лонгхёрст. Под его началом театр предложил новую схему продажи билетов в быстро раскупающийся маленький зал: 40 мест не поступают в продажу в момент старта, а предлагаются зрителям за неделю до назначенного спектакля. В январе 2021 года помещение Donmar будет закрыто на годичную реконструкцию, в течение которой спектакли будут идти на других сценах.